# Thomas Yomamoto
Thomas Shuzo Yomamoto, född 20 augusti 1921 i San Francisco, död 19 december 2004, var en amerikansk grafiker och tecknare. 
Han är född av japanska föräldrar i USA och kom efter konststudier i Amerika till Europa för att vidareutbilda sig. Han studerade en tid i Florens men kom till Stockholm i mitten av 1950-talet där han studerade vid Konsthögskolan. Därefter studerade han grafik vid Det Kongelige Danske Kunstakademi i Köpenhamn. Separat ställde han ut på Galleri S:t Nikolaus i Stockholm och Klubb Portal i Göteborg 1955 och tillsammans med Seppo Mattinen ställde han ut på Krognoshuset i Lund 1957.